# Calceolaria integrifolia
Calceolaria integrifolia (capachito arbustivo, arguenita)  es una planta perenne endémica de Chile, en donde crece en el valle central y la cordillera de la costa entre Aconcagua y Chiloé (V a X región).  Habita en distintos ambientes, generalmente a pleno sol.

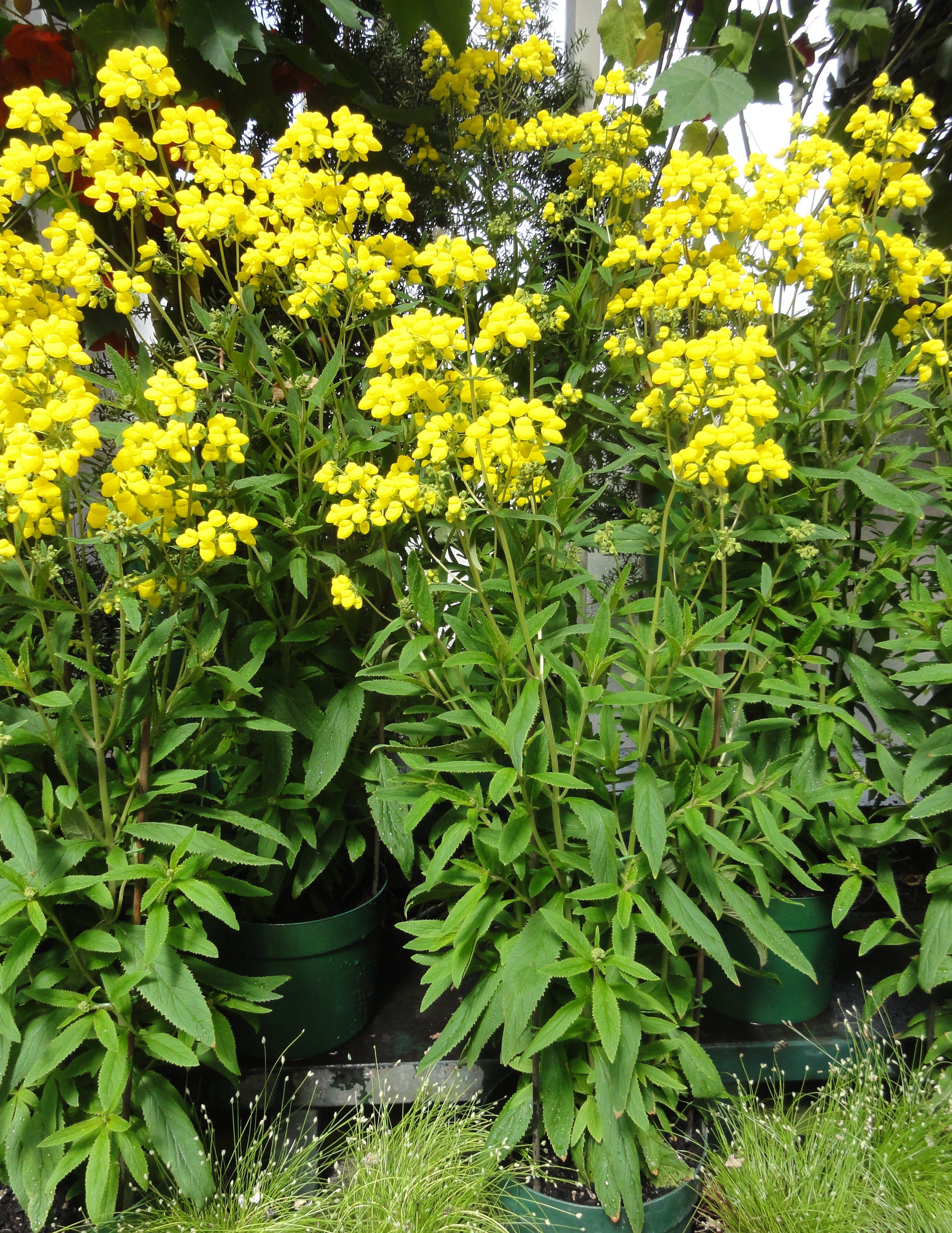
Vista de la planta

## Descripción
Se trata de un arbusto pequeño, de forma muy variable, que puede alcanzar hasta 1,2 m de altura. Sus hojas son opuestas, pubescentes y arrugadas, de forma lanceolada, con los márgenes suavemente crenados. La lámina foliar tiene 4-10 x 1,5-3,7 cm, las hojas de la parte basal se secan y permanecen en el tallo por mucho tiempo. Las flores son hermafroditas, de color amarillo, globosas y tienen de 1 a 1,5 cm de diámetro. El cáliz está partido en cuatro sépalos, la corola está formada por pétalos muy modificados; el androceo presenta dos estambres de anteras naranjas. Las flores se agrupan  en inflorescencias cimosas. El fruto es una cápsula que contiene muchas semillas pequeñas.

## Taxonomía
Calceolaria integrifolia fue descrita por Carlos Linneo y publicado en Syst. Veg. ed. 13 2: 61 1770.
Etimología
Calceolaria: nombre genérico que deriva del latín y significa "zapatero".
integrifolia: epíteto latino que significa "con hojas enteras".
Sinonimia
- Calceolaria ferruginosa Kunze ex Walp. & Schauer
- Calceolaria integrifolia f. robusta (A.Dietr.) Voss
- Calceolaria rugosa Ruiz & Pav.
- Calceolaria rugosa var. angustifolia (Lindl.) Walp.
- Calceolaria rugosa var. incisa Walp. & Schauer
- Calceolaria salviifolia Pers.
- Calceolaria scabiosifolia Nees ex G.Don
- Fagelia berteroi (Colla) Kuntze
- Fagelia integrifolia (Murray) Kuntze
- Fagelia viscosissima (Lindl.) Kuntze[7]